# Hendrik Carré
Hendrik (I) of Henrik Carré (Amsterdam, 2 oktober 1656 - Den Haag, 7 juli 1721) was een Nederlandse schilder uit de late Gouden Eeuw. Hij schilderde dierenschilderijen in de stijl van Frans Snyders, portretten, italianiserende landschappen en genrestukken. Zijn leerlingen waren zijn zoons Hendrik en Franciscus Abraham, zijn jongere broers Abraham en Michiel, Carel Galois, Emilie Raes, en Pieter de Raep.

## Biografie
Hendrik  Carré was een zoon van Franciscus Carree, die hofschilder was van prins Willem Frederik van Nassau-Dietz, stadhouder van Friesland. Samen met zijn jongere broer Michiel Carree leerde hij de grondbeginselen van de schilderkunst.
Volgens Houbraken was hij een leerling eerst van Jacob Jordaens in Antwerpen en daarna van Juriaen Jacobsz. in Leeuwarden in 1669.  Hier schilderde hij voor stadhouder Hendrik Casimir II.  Hij diende een tijd als vaandrig en nam deel aan de verdediging van Groningen.  Hij zou ook een tijd in Engeland vertoeft hebben waar hij Jan Wyck zou gekend hebben.
Hij trouwde met Maria Thomans in Den Haag in 1683, waar hij destijds verbleef, en had zeven kinderen. Zijn zoons Franciscus Abraham Carrée (1684 - 1721) en Hendrik Carré II (1696 - 1775) volgden zijn vader op als kunstschilder.

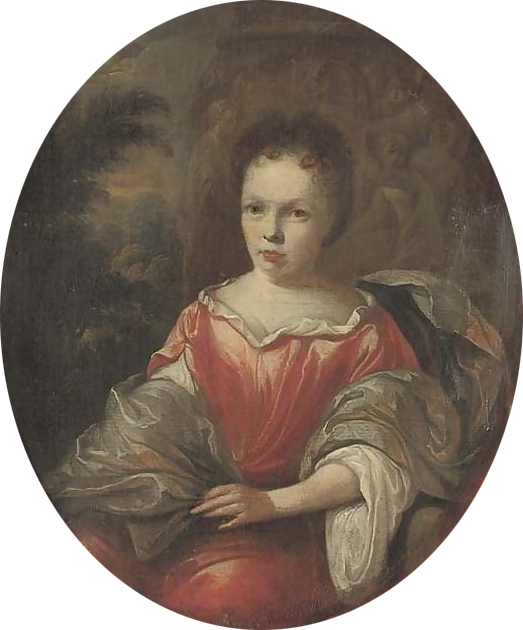
Portret van een dame

- Biografisch Portaal: 18320837
- Digitale Bibliotheek voor de Nederlandse Letteren: carr013
- International Standard Name Identifier: 0000 0000 6852 8873
- RKD-Nederlands Instituut voor Kunstgeschiedenis: 15575
- Union List of Artist Names: 500031584
- Virtual International Authority File: 95876229